# Единна теория на полето
Единна теория на полето, също наричана в популярната и публицистичната литература теория на всичкото e физична теория описваща всички известни физически феномени на основата на единно първично поле. Исторически съществуват както класически теории (множество от тях разработени от Айнщайн), така и квантови, един от съвременните примери за което е теорията на струните.